# 小行星9172
小行星9172（英語：9172 Abhramu）是一颗围绕太阳公转的小行星。1989年7月29日，卡罗琳·舒梅克、尤金·舒梅克在帕洛马山发现了此天体。
这颗小行星的绝对星等为74.13387469255399等。